# うどんの国の金色毛鞠
『うどんの国の金色毛鞠』（うどんのくにのきんいろけまり）は、篠丸のどかによる日本の漫画。『月刊コミック@バンチ』（新潮社）にて2012年8月号から2018年5月号まで連載したのち、同社のWEBコミックサイト『くらげバンチ』に移籍して2018年4月6日から2019年2月15日まで連載され、同年10月25日に『くらげバンチ』において完結編となる番外編「八栗」が掲載された（単行本には未掲載）。
香川県を舞台にした、ハートフルファンタジー。香川で行われた『キャラフェス 2013』のポスターに起用され、作中に登場する高松琴平電気鉄道（ことでん）とのコラボレーションとして2014年11月3日から2016年10月27日までラッピング電車が長尾線で運行され、「ポコでん」の愛称で呼ばれた。また、第1話がpixivコミックとして配信されている。
2016年2月に、本作のキャラクターである「ポコ」が香川県より「うどん県広報部長」（観光大使の一種）に任命された。また同年のさぬき高松まつりのメインポスターの絵柄にも採用されている。
2024年9月には、「ポコ」が描かれたマンホールの蓋が作成され、高松市浜ノ町のJRクレメントイン高松の東側歩道と、同市屋島中町の屋島レクザムフィールド西側歩道の2カ所に設置された。

## あらすじ
俵宗太は香川県出身で30歳独身。実家の俵製麺所は旅行のガイドブックにも掲載されるほどの讃岐うどんの名店だったが、店を継ぐのが嫌で上京。その間に親が亡くなって製麺所は廃業、現在はウェブデザイナーをしている。
ある時、宗太が帰省すると、実家の使われていない釜の中で子供が眠っていた。その子供はうどんを生食するなどの奇妙な行動を見せ、さらにあることがきっかけで宗太はその子供の正体を知ることになる。

## 登場人物

### 主要人物
俵宗太（たわら そうた）
声 - 中村悠一、小林ゆう（幼少期）
本作の主人公。男性ウェブデザイナー。30歳で独身。香川県の俵製麺所の息子として誕生するも、幼少期に母（声 - 井上喜久子）と死別し、凛子と共に父親（声 - 中博史）に男手一つで育てられてきた。当初は父親の仕事に憧れていたが、小学生のころに家のことをバカにされたのが原因で実家を継ぐことが嫌になり、上京して現職に就くも、父の訃報を受けて香川に帰省する。
東京暮らしで讃岐弁がすっかり抜けている。高校生の時に事故で頭を打って2日ほど意識不明に陥り、さらに右脚に大怪我を負っていて今でもときどき古傷が痛むことがある。この時、入院先の病院で浜田と出会いウェブデザインの道を志すようになった。料理の仕事をする気はないが、腕前は良い。
ポコ
声 - 古城門志帆
宗太が実家で見つけた不思議な少年だが、正体は人間の子供に化けられるオスのタヌキ。襟足の長い髪型と中性的な顔つきをしているため、女の子と間違えられることもある。名前はコミック版とアニメ版で名付けの経緯が若干異なっており、コミック版では第1巻で試食宣伝の店員に名前を尋ねられた時に、アニメ版では第2話で舞に名前を尋ねられた時に、宗太がとっさに付けたものである。疲れたり気がぬけると元の姿に戻ったり、タヌキの耳と尻尾が露になったりする。一方、気絶したままでも変身状態を維持することが可能。宗太が子供のころに使っていた、黄色いレインコートを好んで着ており、天候に関係なく宗太のお下がりの黄色い長靴を履いている。他にも、耳を隠せるようにフード付きのパーカーなどを着せられることが多い。うどんとフルーツとカエル（声 - 小林ゆう）が大好き。宗太はポコの面倒をみるために、東京には戻らず香川で一緒に生活することになった。宗太が会社の事情で一旦帰京せざるを得なかった時にはポコを連れてきている。
中島忍（なかじま しのぶ）
声 - 杉田智和、嶋村侑（幼少期）
宗太の幼馴染みである男性医師。三白眼とギザギザの歯が特徴で、現在は栗林公園近くの病院に勤務している。職業とは裏腹にかなり派手な身なりを好み、宗太が呆れるほど若干大雑把な言動が目立つ。愛車はマセラティ・グランカブリオ。釣り好きで、時折宗太とともに海釣りを楽しんでいる。幼少期から付き合いのある凛子からはたびたびからかわれているが、一時期は彼女に片思いをしていた。パイナップルが好物。
父（声 - 宝亀克寿）は総合病院の理事長をしている。母（声 - 木村亜希子）からは度々早めに結婚することを勧められている。
大石凛子（おおいし りんこ）
声 - 中原麻衣
宗太の実姉。結婚して現在は高知県に住む。勝ち気で大の酒好きであり、しばしば家族同然に扱っている忍をからかっている。やや料理下手で、幼い頃母を亡くして料理を作るようになった凛子を手伝っていた宗太の方が料理上手になってしまったほど。お腹に子供を宿している。宗太・ポコと屋島の四国村を訪れるが、途中の吊り橋（徳島県にある「かずら橋」のレプリカ）でポコが怖気づいた時には徳島民謡「祖谷の粉ひき唄」を歌って慰めている。
藤山俊亮（ふじやま しゅんすけ）
声 - 福山潤
讃岐の狸伝説をよく知る僧侶。趣味はDJ。
藤山紗枝（ふじやま さえ）
声 - 花澤香菜
俊亮の実妹に当たるOL。食いしん坊で体型がちょっと太め。かつての俵製麺所の常連客で、店の復活を待ち望んでいる。巨大なサモエド犬の「メルクル」（声 - 小林ゆう）を飼っている。
浜田吾郎（はまだ ごろう）
声 - 黒田崇矢
宗太が途中まで勤めていたウェブデザイン会社「チームサテライト」の社長。愛称は「ダーハマさん」。妻子持ち。ヤクザっぽい強面な容姿とは裏腹に、面倒見が良く、気配りの利く人格者で、宗太ら部下からは尊敬されている。
永妻宏司（ながつま ひろし）
声 - 立花慎之介
「チームサテライト」に勤める宗太の後輩社員。T大出の秀才で、プログラミングの腕は非常に優秀だが、信念の強さが災いしてやや強情な一面があり、入社時は度々浜田などの上司や先輩と衝突を繰り返していた。入社時より親切に接してもらえたこともあり、宗太のことを慕っている。島に来ていた凛子に一目惚れするも、人妻と知りショックを受ける。
田中（旧姓：真鍋(まなべ)）舞（たなか まい）
声 - 皆口裕子
宗太の元同級生の主婦。宗太の初恋相手だが、現在は結婚して2児の母となっている。ポコの新しい服目当てで高松市中心部へ買い物に来ていた宗太と偶然再会してから、「育児の先輩」としてポコのしつけや子育てについてアドバイスを送るようになる。田中家の「両親に姉・弟」という宗太と同じ家族構成をしており、時折郷愁の念を感じている。
田中のぞみ（たなか のぞみ）
声 - 本渡楓
舞の長女。ツインテールが特徴。ポコと仲良くなる。弟の英太郎（えいたろう）はまだ赤ちゃん。
冴木学（さえき まなぶ）
声 - 鳥海浩輔
浜田の知り合いで小豆島のソフトウェア開発会社「チームプラネット」代表取締役社長を務める男性クリエイター。「ガオガオちゃん」の生みの親でもある。宗太よりも先にポコに出会っている。釣り好きで自前のボートを所持している。非常に仕事熱心な一方、飄々とした性格でややヘタレな一面がある。
冴木雪枝（さえき ゆきえ）
声 - 嶋村侑
「チームプラネット」の広報・経理を担当する女性社員。学の妻だが、夫とは対照的にしっかり者であり、その奔放な性格には手を焼いている。
喜岡ふみ（よしおか ふみ）
声 - くじら
宗太の家の近所に住む老婆。心優しく気配りのできる好人物だが、やや毒舌で、近所の畑を荒らすタヌキについては「捕まえてたぬき汁の具にする」と言い放つほど容赦はない。孫の喜岡弥生（声 - 牧野由依）がいる。

### 作中作の人物
ポコが大のお気に入りの幼児向けテレビ番組「ガオガオちゃんといっしょ」に登場するキャラクター。作者は冴木学。
ガオガオちゃん
声 - 黒田崇矢
「ガオガオちゃんといっしょ」のメインキャラクター。設定では宇宙最強のエイリアン。見た目はそれなりにかわいいが、言動はマダムキラーそのもの。
ミミ
声 - 牧野由依
「ガオガオちゃんといっしょ」の進行役。黒髪でハキハキした性格。
モモ
声 - 古城門志帆
同上。茶髪でおしとやかな性格。

### その他の人物
要潤
声 - 要潤
アニメのみ登場。本人役。現実同様、うどん県の副知事として次回予告に登場。

## 書誌情報
- 篠丸のどか 『うどんの国の金色毛鞠』 新潮社〈BUNCH COMICS〉、全12巻
  1. 2012年12月8日発売、ISBN 978-4-10-771688-0
  2. 2013年6月7日発売、ISBN 978-4-10-771709-2
  3. 2013年12月9日発売、ISBN 978-4-10-771727-6
  4. 2014年7月9日発売、ISBN 978-4-10-771759-7
  5. 2014年12月9日発売、ISBN 978-4-10-771790-0
  6. 2015年8月8日発売、ISBN 978-4-10-771838-9
  7. 2016年2月9日発売、ISBN 978-4-10-771876-1
  8. 2016年10月8日発売、ISBN 978-4-10-771925-6
  9. 2017年1月7日発売、ISBN 978-4-10-771947-8
    - 『オリジナルドラマCD付き限定版』 同日発売、ISBN 978-4-10-771934-8

  10. 2017年11月9日発売、ISBN 978-4-10-772025-2
  11. 2018年9月7日発売、ISBN 978-4-10-772117-4
  12. 2019年3月9日発売、ISBN 978-4-10-772167-9

- 『るるぶ うどんの国の金色毛鞠』 JTBパブリッシング〈JTBのムック〉
  - 2017年6月8日発売、ISBN 978-4-53-311974-3

## テレビアニメ
2016年10月より12月まで日本テレビ、西日本放送ほかにて放送された。次回予告ナレーションは要潤が担当する。作者の篠丸をはじめとする香川出身者たちが、讃岐弁の監修を行っている。

### スタッフ
- 原作 - 篠丸のどか
- 監督 - 宅野誠起[注 2]
- 助監督 - 臼井文明
- シリーズ構成 - 高橋ナツコ
- キャラクターデザイン - 伊藤依織子
- 美術設定 - イノセユキエ
- 美術監督 - 合六弘
- 色彩設計 - 小野寺笑子
- 撮影監督 - 後藤晴香
- 編集 - 吉武将人
- 音響監督 - 鶴岡陽太
- 音楽 - 橋本由香利
- 音楽プロデューサー - 藤井素子、渡辺一博
- プロデューサー - 塩出正樹、稲毛弘之、細井駿介、千矢真理子、香川豊宏、櫻井康彦
- アニメーションプロデューサー - 里見哲朗、柴宏和
- アニメーション制作 - ライデンフィルム
- 製作 - 「うどんの国の金色毛鞠」製作委員会（日本テレビ、バップ、新潮社、日本テレビ音楽、DNP 大日本印刷、西日本放送）

### 主題歌
オープニングテーマ「S.O.S.」
作詞 - 河邉徹 / 作曲 - 杉本雄治 / 編曲・歌 - WEAVER
エンディングテーマ「Sweet Darwin」
作詞・作曲 - 吉崎拓也 / 歌 - GOODWARP
- エンディングには歌詞字幕が入る（第12話を除く）。

挿入歌「ガオガオちゃん体操」
作詞 - 篠丸のどか / 作曲・編曲 - 橋本由香利 / 歌 - ガオガオ☆星団（黒田崇矢、牧野由依、古城門志帆）
- 第7話のみエンディングテーマとしても使用された。

### 各話リスト
| 話数   | サブタイトル   | 脚本       | 絵コンテ          | 演出                    | 作画監督                                                   | 総作画監督          |
| ------ | -------------- | ---------- | ----------------- | ----------------------- | ---------------------------------------------------------- | ------------------- |
| 第1話  | ぶっかけうどん | 高橋ナツコ | 井端義秀          | 臼井文明                | 冨谷美香                                                   | 伊藤依織子          |
| 第2話  | ことでん       | 池田臨太郎 | 臼井文明          | 石郷岡範和              | 松岡謙治                                                   | 冨谷美香            |
| 第3話  | 赤灯台         | 遠藤智樹   | 伊東優一          | 伊東優一                | 高田奈央子、芳我恵理子                                     | 佐川遥              |
| 第4話  | 屋島           | 高橋ナツコ | 井出安軌          | 大塚隆寛                | 橋本航平                                                   | 伊藤依織子          |
| 第5話  | 骨付鳥         | 池田臨太郎 | 宅野誠起 山田雅之 | 川久保圭史              | 渡部裕子                                                   | 冨谷美香            |
| 第6話  | 東京タワー     | 高橋ナツコ | 山田雅之          | 山田雅之                | しまだひであき、西田美弥子                                 | 西田美弥子          |
| 第7話  | 栗林公園       | 高橋ナツコ | 井出安軌          | 三浦和也                | 能海知佳、錦織成 櫻井司                                    | 伊藤依織子          |
| 第8話  | 小豆島         | 池田臨太郎 | 太田里香          | 伊東優一                | 高田奈央子、芳我恵理子                                     | 佐川遥              |
| 第9話  | いりこだし     | 遠藤智樹   | 渡邉哲哉          | 大塚隆寛                | 橋本航平、菊田史子 長尾圭悟                                | 伊藤依織子          |
| 第10話 | ため池         | 池田臨太郎 | 大石康之          | 大石康之                | 松岡謙治、原田峰文 石崎裕子、田中彩                        | 西田美弥子          |
| 第11話 | 高松まつり     | 高橋ナツコ | 茉田哲明          | 茉田哲明                | 谷川亮介、山崎展義 和田佳純、高田奈央子 芳我恵理子         | 冨谷美香 伊藤依織子 |
| 第12話 | かけうどん     | 高橋ナツコ | 森邦宏            | 山内愛弥 ヤマトナオミチ | 阿部慈光、河野敏弥 吉田伊久雄、増田俊介 西田美弥子、田澤潮 | 伊藤依織子          |

### ガオガオちゃんと青い空
アニメ本編のCパートにて放映されるミニアニメで、作中に登場するガオガオちゃんを題材にしたスピンオフ作品。登場キャラクターの声はいずれも本編に出演する声優陣が兼任している。

### 各話リスト（ガオガオちゃんと青い空）
| 話数     | サブタイトル                                     | おはなし         | えこんて       | えんしゅつ     | え、はいけい                               | いろ           | ナレーション |
| -------- | ------------------------------------------------ | ---------------- | -------------- | -------------- | ------------------------------------------ | -------------- | ------------ |
| だい1わ  | 『ガオガオちゃんとあおいほし』のまき             | いけだりんたろう | やましたひでみ | やましたひでみ | いとうえりこ                               | おのでらえみこ | 皆口裕子     |
| だい2わ  | 『ガオガオちゃんとしんせつなせいびし』のまき     | いけだりんたろう | やましたひでみ | やましたひでみ | いとうえりこ                               | おのでらえみこ | 立花慎之介   |
| だい3わ  | 『ガオガオちゃんとちきゅうのきき』のまき         | いけだりんたろう | やましたひでみ | やましたひでみ | いとうえりこ                               | おのでらえみこ | 福山潤       |
| だい4わ  | 『ガオガオちゃんとはつこいのあじ』のまき         | いけだりんたろう | やましたひでみ | やましたひでみ | いとうえりこ                               | おのでらえみこ | 中原麻衣     |
| だい5わ  | 『ガオガオちゃんとなかなおりのまほう』のまき     | いけだりんたろう | やましたひでみ | やましたひでみ | いとうえりこ                               | おのでらえみこ | 山王丸和恵   |
| だい6わ  | 『ガオガオちゃんとじひょう』のまき               | いけだりんたろう | やましたひでみ | やましたひでみ | うらしまみき たかくみか                    | おのでらえみこ | 黒田崇矢     |
| だい7わ  | 『ガオガオちゃんときょういく』のまき             | いけだりんたろう | やましたひでみ | やましたひでみ | にしわきたくみ ほりちかこ                  | おのでらえみこ | くじら       |
| だい8わ  | 『ガオガオちゃんとくものうえ』のまき             | いけだりんたろう | やましたひでみ | やましたひでみ | ますだしゅんすけ ほりちかこ                | おのでらえみこ | 鳥海浩輔     |
| だい9わ  | 『ガオガオちゃんとズットモ』のまき               | いけだりんたろう | やましたひでみ | やましたひでみ | いとうえりこ                               | おのでらえみこ | 井上喜久子   |
| だい10わ | 『ガオガオちゃんとかいじゅうだいけっせん』のまき | いけだりんたろう | やましたひでみ | やましたひでみ | ますだしゅんすけ いしざきゅうこ ほりちかこ | おのでらえみこ | 皆口裕子     |
| だい11わ | 『ガオガオちゃんとゆうじょうのきずな』のまき     | いけだりんたろう | やましたひでみ | やましたひでみ | いとうえりこ                               | おのでらえみこ | 花澤香菜     |

### 放送局
| 放送期間                       | 放送時間                     | 放送局       | 対象地域       | 備考                                                     |
| ------------------------------ | ---------------------------- | ------------ | -------------- | -------------------------------------------------------- |
| 2016年10月9日 - 12月25日       | 日曜 1:55 - 2:25（土曜深夜） | 日本テレビ   | 関東広域圏     | 製作委員会参加                                           |
| 2016年10月16日 - 12月31日      | 日曜 7:00 - 7:30             | 西日本放送   | 香川県・岡山県 | 製作委員会参加 / リピート放送あり 作品の舞台地（香川県） |
| 2016年10月19日 - 2017年1月4日  | 水曜 1:30 - 2:00（火曜深夜） | BS日テレ     | 日本全域       | BS放送                                                   |
| 2016年10月20日 - 2017年1月5日  | 木曜 0:30 - 1:00（水曜深夜） | サンテレビ   | 兵庫県         | 独立局                                                   |
| 2016年10月22日 - 2017年1月7日  | 土曜 2:30 - 3:00（金曜深夜） | ミヤギテレビ | 宮城県         |                                                          |
| 2016年11月12日 - 2017年2月10日 | 土曜 1:30 - 2:00（金曜深夜） | 日テレプラス | 日本全域       | CS放送 / リピート放送あり                                |

| 配信期間                 | 配信時間           | 配信サイト         | 備考                              |
| ------------------------ | ------------------ | ------------------ | --------------------------------- |
| 2016年10月9日 - 12月25日 | 日曜 0:00 更新     | 日テレオンデマンド | 先行配信実施                      |
|                          |                    | Hulu               | 先行配信実施                      |
|                          | 日曜 12:00 更新    | ニコニコチャンネル | 第1話常設無料、第2話以降1週間無料 |
|                          | 日曜 23:00 - 23:30 | ニコニコ生放送     |                                   |

### BD / DVD
| 巻 | 発売日         | 収録話          | 規格品番   | 規格品番   |
| 巻 | 発売日         | 収録話          | BD         | DVD        |
| -- | -------------- | --------------- | ---------- | ---------- |
| 1  | 2016年12月21日 | 第1話 - 第2話   | VPXY-71489 | VPBY-14555 |
| 2  | 2017年1月25日  | 第3話 - 第4話   | VPXY-71490 | VPBY-14556 |
| 3  | 2017年2月22日  | 第5話 - 第6話   | VPXY-71491 | VPBY-14557 |
| 4  | 2017年3月22日  | 第7話 - 第8話   | VPXY-71492 | VPBY-14558 |
| 5  | 2017年4月19日  | 第9話 - 第10話  | VPXY-71493 | VPBY-14559 |
| 6  | 2017年5月24日  | 第11話 - 第12話 | VPXY-71494 | VPBY-14560 |

| 日本テレビ 日曜 1:55 - 2:25（土曜深夜） | 日本テレビ 日曜 1:55 - 2:25（土曜深夜）   | 日本テレビ 日曜 1:55 - 2:25（土曜深夜）                          |
| 前番組                                  | 番組名                                    | 次番組                                                           |
| --------------------------------------- | ----------------------------------------- | ---------------------------------------------------------------- |
| エンドライド                            | うどんの国の金色毛鞠 【ここまでアニメ枠】 | SENSORS 【ここから番組宣伝枠】 【40分拡大して放送】 ※1:25 - 2:35 |